# شیشانه (متروی استانبول)
شیشانه (انگلیسی: Şişhane) یکی از ایستگاه‌های خط ام۲، متروی استانبول است.
این ایستگاه که در منطقه بی‌اوغلو در جنوب خیابان استقلال قرار دارد در سال ۲۰۰۹ تأسیس شده‌است.